# Парош (Хунедоара)
Парош (рум. Paroș) насеље је у Румунији у округу Хунедоара у општини Салашу Де Сус. Oпштина се налази на надморској висини од 506 m.

## Становништво
Према подацима из 2002. године у насељу је живело 346 становника, од којих су сви румунске националности.